# Jizera (râu)
Jizera (în poloneză Izera, în germană Iser) este un râu din Cehia și, pe o porțiune scurtă, din Polonia. Este un afluent de dreapta al râului Elba și curge prin regiunile Liberec și Boemia Centrală. Are o lungime de 167,0 kilometri (103,8 mi), al 10-lea cel mai lung râu din Cehia. Bazinul său hidrografic are o suprafață de 2.193,4 kilometri pătrați (846,9 mi2), din care 2.145,2 kilometri pătrați (828,3 mi2) se găsesc în Cehia.

## Etimologie
Prima mențiune scrisă despre râul Jizera (ca Gizera) este din secolul al XIII-lea.
Originea numelui este cel mai probabil celtică și este derivată din rădăcina verbală -eis, -ois, -is, ceea ce înseamnă „a curge vioi”.
Are aceeași etimologie ca râul Isar din Germania, Yser/Ijzer în Belgia și Franța, Isère în Franța și, probabil, Aire⁠(d) în Anglia.

## Caracteristici

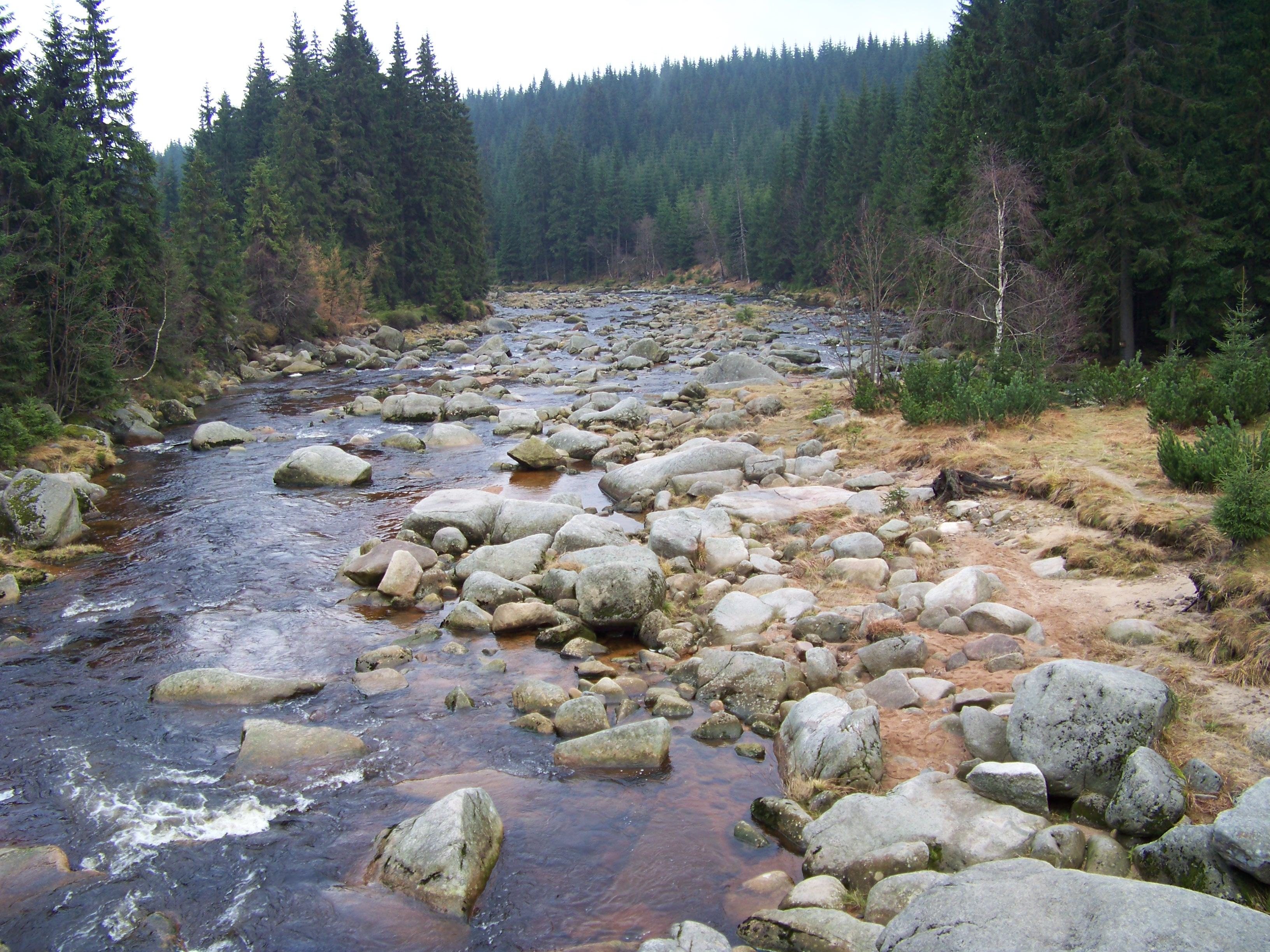
Cursul superior al râului Jizera

Jizera izvorăște din Munții Jizera, unde se găsesc două izvoare ale râului. Primul izvor (așa-numitul „izvorul ceh al Jizerei”) este situat pe versanții muntelui Smrk, pe teritoriul comunei Lázně Libverda⁠(d), pe partea cehă a graniței, la cota de 984 m (3.228 ft) și timp de secole a fost considerat singurul izvor al Jizerei. În anii 1990, a fost descoperit așa-numitul „izvor polonez al Jizerei” (pe versanții Muntelui Stóg Izerski de pe teritoriul comunei Gmina Mirsk⁠(d), pe partea poloneză, la cota de 1.035 m (3.396 ft)), ca sursă a unei obârșii care este mai lungă și mai substanțială decât cea cehă, dar istoric a fost considerat un pârâu separat cu un alt nume.
Jizera curge spre orașul Lázně Toušeň⁠(d), unde se varsă în râul Elba la altitudinea de 169 m (554 ft). Luând în calcul „izvorul ceh al Jizerei”, are o lungime totală de 167,0 kilometri (103,8 mi), al 10-lea cel mai lung râu din Cehia.  Luând în calcul „izvorul polonez al Jizerei”, are o lungime totală de 167,5 kilometri (104,1 mi), din care 1,4 kilometri (0,9 mi) se găsesc în Polonia. Granița ceho-polonă conține și 17 kilometri (11 mi) ai râului. Bazinul său hidrografic are o suprafață de 2.193,4 kilometri pătrați (846,9 mi2), din care 2.145,2 kilometri pătrați (828,3 mi2) se găsesc în Cehia.
Cei mai lungi afluenți ai râului Jizera sunt:
| Nume afluent    | Lungime (km) | Afluent de |
| --------------- | ------------ | ---------- |
| Mohelka⁠(d)      | 41,6         | dreapta    |
| Kamenice⁠(d)     | 36,9         | dreapta    |
| Oleška⁠(d)       | 36,0         | stânga     |
| Klenice         | 29,3         | stânga     |
| Žehrovka        | 26,3         | stânga     |
| Zábrdka         | 24,5         | dreapta    |
| Jizerka         | 21,5         | stânga     |
| Libuňka         | 21,4         | stânga     |
| Strenický potok | 20,3         | dreapta    |
| Bělá            | 15,0         | dreapta    |

Un afluent notabil este și râul Mumlava, care are un debit mediu lângă estuar de 1,98 m3/s.

## Așezări

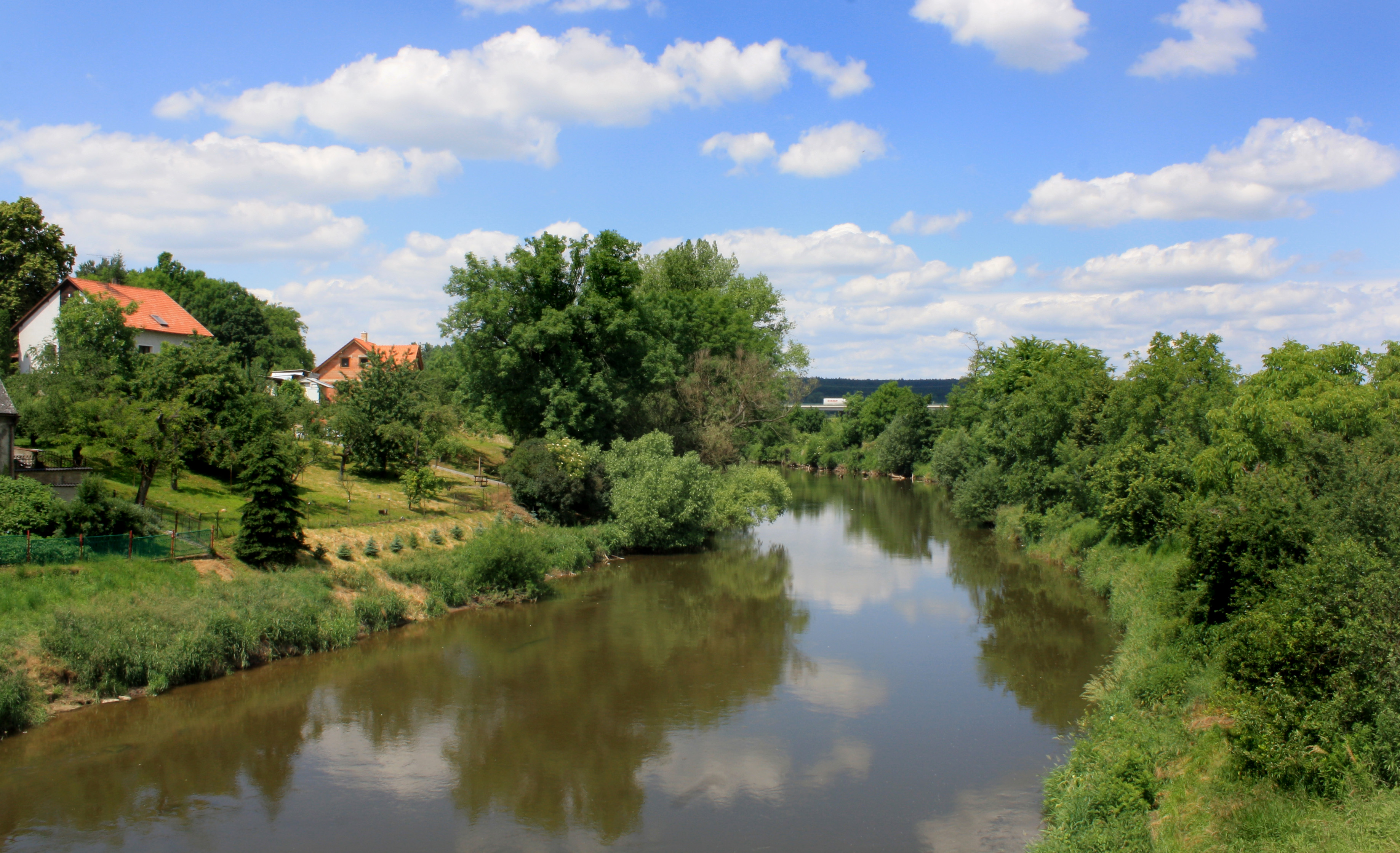
Jizera în

Cea mai mare așezare de pe râul Jizera este orașul Mladá Boleslav (aflat la aproximativ 50 de kilometri nord-est de Praga). Râul trece pe lângă Kořenov⁠(d), Rokytnice nad Jizerou, Jablonec nad Jizerou⁠(d), Semily⁠(d), Železný Brod⁠(d), Malá Skála⁠(d), Turnov, Mnichovo Hradiště⁠(d), Bakov nad Jizerou⁠(d), Mladá Boleslav, Benátky nad Jizerou⁠(d), Předměřice nad Labem⁠(d), Tuřice⁠(d), Nový Vestec⁠(d), Káraný⁠(d) și Lázně Toušeň⁠(d).

## Corpuri de apă
Nu se găsesc rezervoare sau iazuri piscicole care să fie construite direct pe râul Jizera.
Cel mai mare corp de apă din zona bazinului este rezervorul Josefův Důl cu o suprafață de 131 ha (320 acri), construit pe afluentul Kamenice⁠(d).
În zona bazinului hidrografic al râului se găsesc 1.350 de corpuri de apă.

## Faună
În râu trăiesc mai multe specii de moluște. Printre speciile aflate pe cale de dispariție se numără Cochlodina dubiosa corcontica, Daudebardia brevipes⁠(d), Planorbis carinatus⁠(d), Clausilia cruciata⁠(d), Euconulus praticola⁠(d), Pseudotrichia rubiginosa⁠(d), Ruthenica filograna⁠(d), Semilimax kotulae⁠(d), Vertigo alpestris⁠(d), Vertigo antivertigo⁠(d) și Vitrea subrimata⁠(d).
Este unul dintre cele mai curate râuri din Cehia, cu o densitate mare de pește, motiv pentru care este popular pentru pescuit. Pe cursul său superior și mediu se găsesc păstrăvi bruni și lipani.

## Economie

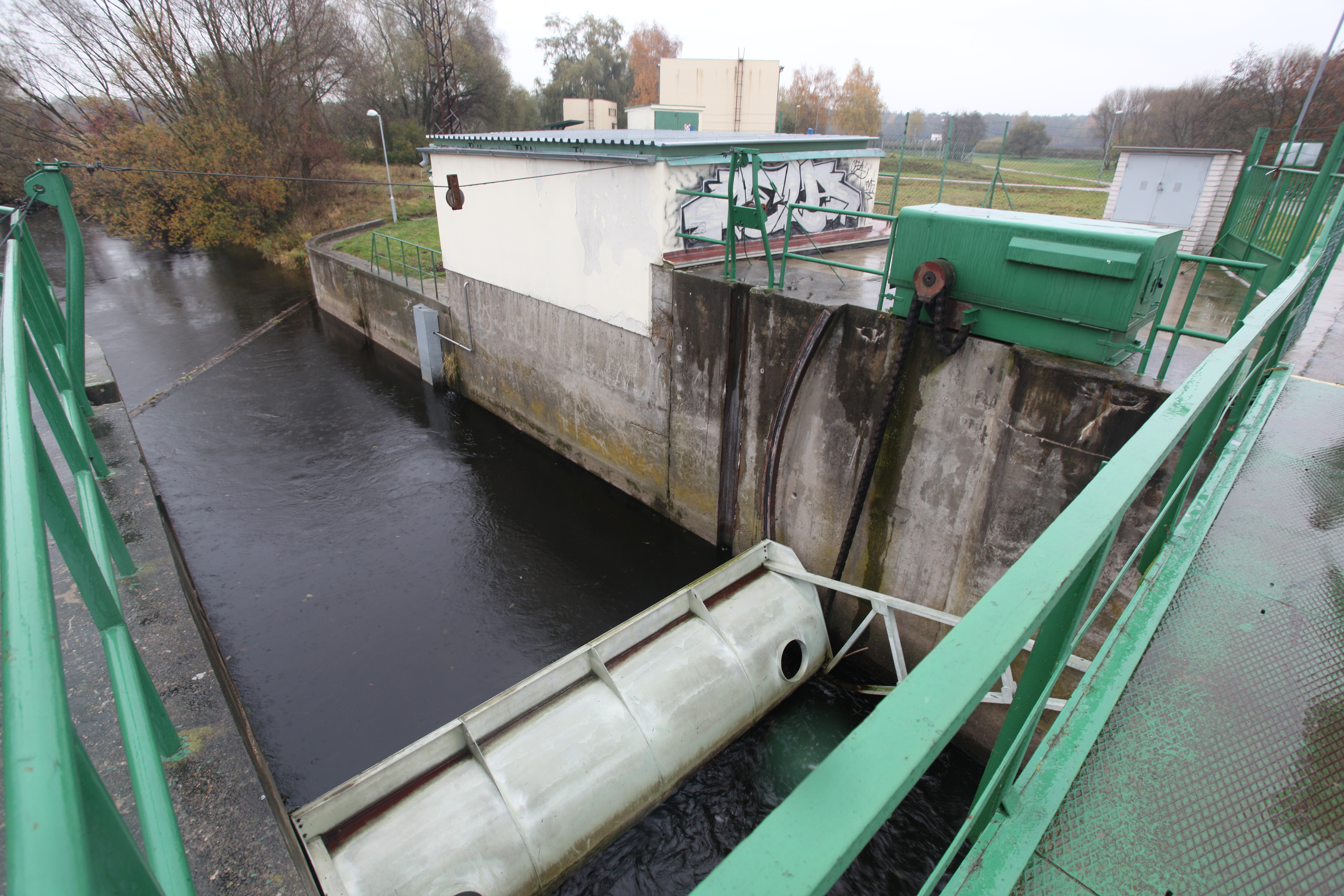
Locul de pompare a apei pentru infiltrare artificială în

Jizera reprezintă o resursă de apă potabilă pentru capitala Praga și partea centrală a Regiunii Boemia Centrală. Asigură o treime din necesarul total cu apă potabilă al capitalei, restul necesarului de apă din Praga este acoperit cu apă din rezervorul Švihov.
După Benátky nad Jizerou⁠(d), râul Jizera este înconjurat de un sistem de infiltrare a malurilor, iar în comuna Sojovice⁠(d) apa este pompată pentru infiltrare artificială în teren.

## Turism
Jizera este potrivită pentru turismul fluvial. Datorită caracterului său muntos, cursul superior este popular printre vâslașii experimentați, dar întregul râu conține secțiuni de toate dificultățile.